# Perrissina variceps
Perrissina variceps är en tvåvingeart som beskrevs av Malloch 1938. Perrissina variceps ingår i släktet Perrissina och familjen parasitflugor. Inga underarter finns listade i Catalogue of Life.